# اورماس هپنر
اورماس هپنر (استونیایی: Urmas Hepner؛ زادهٔ ۳۱ ژوئیهٔ ۱۹۶۴) بازیکن فوتبال اهل استونی بود.
از باشگاه‌هایی که در آن بازی کرده‌است می‌توان به باشگاه فوتبال تالین سادام، باشگاه فوتبال فلورا تالین، باشگاه فوتبال نورما تالین، و باشگاه فوتبال لانتانا تالین اشاره کرد.
وی همچنین در تیم ملی فوتبال استونی بازی کرده‌است.